# 厄爾巴赫河 (貝克爾河支流)
52°03′47″N 6°46′52″E / 52.063099287166104°N 6.780981938328523°E

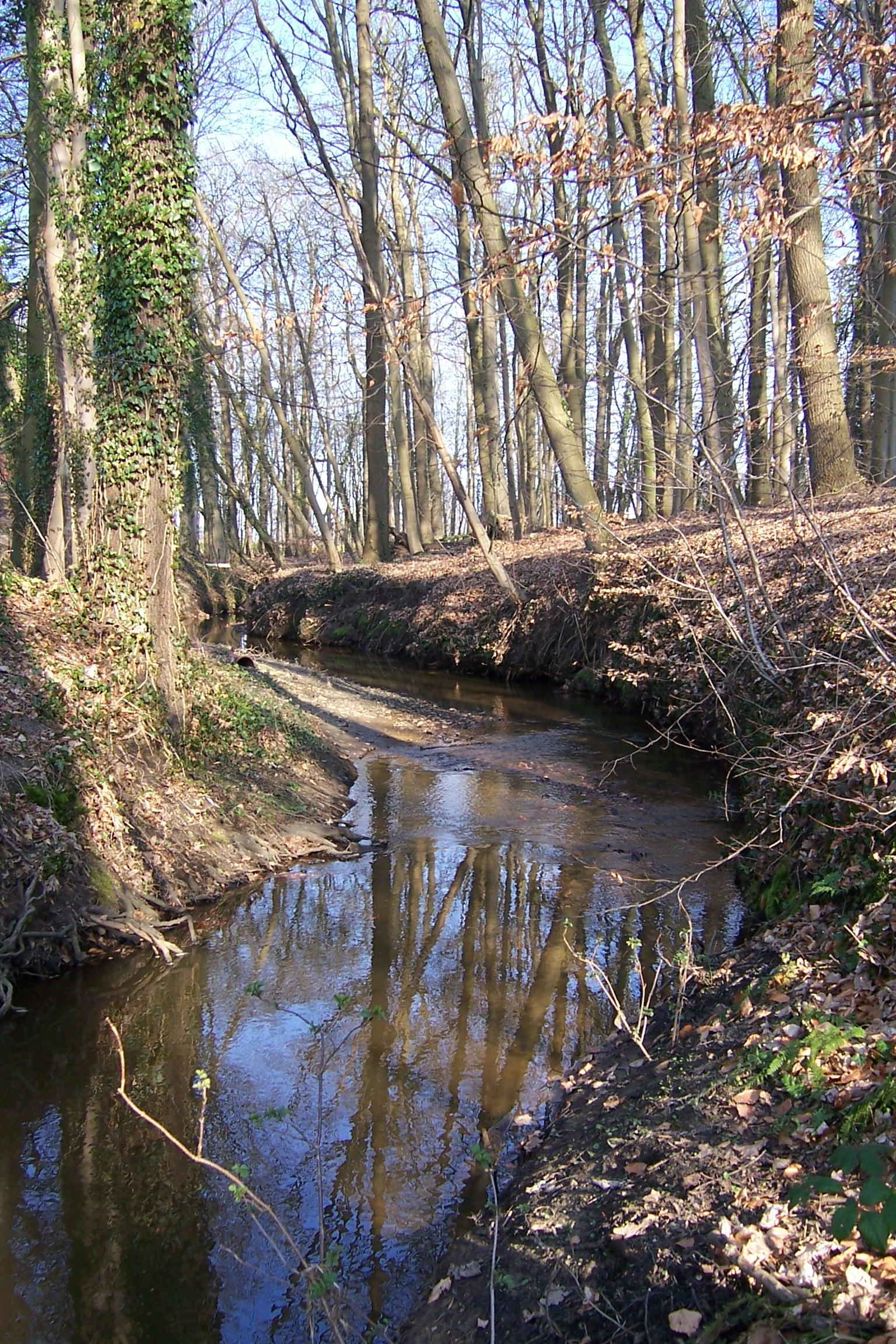

厄爾巴赫河（德語：Ölbach），是德國的河流，位於該國西部，處於北萊茵-威斯特法倫州，屬於貝克爾河的支流，河道全長18.9公里，河畔城鎮有施塔特洛恩和阿豪斯。